# LB Châteauroux
A La Berrichonne de Châteauroux egy francia labdarúgócsapat, melynek székhelye Châteaurouxben található, a Championnat National-ben szerepel.

## Jelenlegi keret
2022. augusztus 12-i állapot szerint.
| #  |     | Poszt | Név                                                  |
| -- | --- | ----- | ---------------------------------------------------- |
| 1  | FRA | K     | Paul Delecroix                                       |
| 2  | CIV | V     | Kouadio Ange Ahoussou (kölcsönben a Nice csapatától) |
| 4  | FRA | V     | Peter Ouaneh                                         |
| 5  | FRA | V     | Kenan Toibibou                                       |
| 6  | FRA | KP    | Romain Basque                                        |
| 7  | FRA | KP    | Tarek Baïch                                          |
| 8  | MTQ | KP    | Jonathan Mexique                                     |
| 9  | FRA | CS    | Thomas Robinet                                       |
| 10 | TOG | CS    | Gilles Sunu                                          |
| 11 | FRA | CS    | Natanael Thio                                        |
| 12 | FRA | V     | Nama Fofana                                          |
| 13 | SEN | V     | Adama Mbengue                                        |
| 14 | ALG | KP    | Sofiane Daham                                        |

| #  |     | Poszt | Név                                                    |
| -- | --- | ----- | ------------------------------------------------------ |
| 15 | FRA | KP    | Romain Grange                                          |
| 16 | FRA | K     | Killian Le Roy                                         |
| 17 | CMR | V     | Aloys Fouda                                            |
| 18 | FRA | CS    | Ferris N'Goma                                          |
| 19 | GNB | KP    | Opa Sanganté                                           |
| 20 | FRA | CS    | François Mendy                                         |
| 21 | FRA | KP    | Baptiste Canelhas                                      |
| 22 | ALG | CS    | Yanis Guermouche (kölcsönben a Montpellier csapatától) |
| 23 | FRA | V     | Romain Sans                                            |
| 26 | FRA | CS    | Nolan Roux                                             |
| 27 | COM | V     | Benjaloud Youssouf                                     |
| 29 | FRA | CS    | Siriné Doucouré                                        |
| 30 | FRA | K     | Tommy Plumain                                          |

## Sikerlista
- Ligue 2
  - győztes (1): 1996–97

- Championnat National
  - győztes (2): 1993–94 (B csoport), 2016–17